# مذكرات هتلر
كانت مُذكرات هِتلر (بالألمانية: Hitler Tagebücher) سلسلة عناوين رأسية لأحد عشر مجلدًا بِقلم هتلر كما زعم آنذاك، ولكن زوِّرَت بوساطة كونراد كوجاو (Konrad Kujau) ما بين (1981-1983). بيعت المذكرات في العام 1983 بنحو 9.3 مارك ألماني (2.33 مليون يورو، أو 3.7 مليون دولار) للمجلة الأخبارية شتيرن (بالألمانية: Stern) في غرب ألمانيا، وبيعت حقوق نشر السلسلة للعديد من المنظمات. ونشرت إحدى المنشورات الجريدة البريطانية الصنداي تايمز (The Sunday Times) بطلب من مديرها المستقل المؤرخ هيو تريفور-روبّر (Hugh Trevor-Roper)، لتوثيّق المذكرات؛ والأخير لم يكذِّب خبرًا في حال إصدار الإعلان الأصلي. في أثناء المؤتمر الصحفي للإعلان عن المنشور، صرح تريفر-روبّر بأنه قد أعاد التفكير مغيرًا رأيه مليًا بالأمر، في حين أن مؤرخين آخرين بدؤوا يتساءلون فيما يخص صلاحياتهم. أُكِدَ تزوير المذكرات عاجلًا أي بحسب تحليلات الطب الشرعي، التي لم تؤدى مسبقًا.
ولِدَ ونشأ كوجاو في شرق ألمانيا، حاملًا لتاريخ من الجرائم الصغيرة والتضليل. بدأ في بيع المخلّفات التذكارية للنازيين، التي كان قد تاجرَ بها غير قانونيًا من الشرق في منتصف السبعينيات، ولكنه اكتشف في لحظة ما أن بأمكانه الرفع من سعرها بأضافة صياغة جديدة لتفاصيل التوثيق الأصلية، للربط بين التذكارات العادية والقيادة النازية. بدأ كواجو في تزوير لوحات باسم هتلر وعدد هائل من الملاحظات، والشعر، والرسائل، حتى أنتج مذكراته الأولى في منتصف إلى أواخر السبعينيات. مكتشف المذكرات بالتعاون مع شتيرن الصحفي الألماني الذي كان متضمنًا في شراء المذكرات يعرف بِاسم (جيرد هايدمانّ -Gerd Heidmann)، الذي كان معروفًا بهوسهِ بالعصر النازي. عندما بدأت شتيرن في شراء المذكرات، سرق هيدمانّ نسبة كبيرة من الأرباح.
قضى كوجاو وهيدمانّ متسعًا من الوقت في السجن نظرًا إلى الاحتيالات التي قاموا بها، في حين أن العديد من محرري الجريدة طرِدوا من وظيفتهم. استند فيلم شراء هتلر (بالإنجليزية: Selling Hitler) عام (1991) لصالح القناة البريطانية آيّ تي في (ITV)، والسينما الألمانية، التي بدورها أصدرت الفيلم شتونك (Schtonk) عن الفضيحة، التي ظلت قصة متداولة آنذاك.

## كونراد كوجاو
ولد كونراد كوجاو في عام 1938، في لوباو (بالألمانية:Löbau )، بالقرب من درسدن (بالألمانية: Dresden)، أي ما يشكل ألمانيا الشرقية في الوقت الراهن. انضم كلًا من والديهِ
«الإسكافيّ وزوجتهِ» إلى الحزب النازي في عام 1933. ترعرع كواجو مصدقًا في ما تسمى بالنازية وعبادة هتلر؛ إذ إن هزيمة ألمانيا وانتحار هتلر عام 1945 لم يُكلا من عزيمته؛ لإيمانه الحاد وتأييده للحزب النازي. تمكن من أن يعمل في سلسلة من الوظائف بصفة خادم حتى عام 1957، عندما صدر أمر باعتقاله نتيجة لربط الأحداث بجريمة سرقة لمايكروفون في نادي لوباو للشباب (Youth Club Löbau). هرب فارًا إلى شتوتغارت (بالألمانية: Stuttgard)، غرب ألمانيا، بعد فترة وجيزة، عمل في وظيفة مؤقتة وإلى جانبها سلسلة من الجرائم المنظمة. بعد إدارة حانة رقص مع حبيبته إديث ليبلانغ (Edith Leiblang) -زوجته فيما بعدـ في بداية الستينيات، بدأ كوجاو بخلق خلفية خيالية لشخصه. إذ دعى بأن اسمه الحقيقي هو بيتر فيشار (Peter Fischer)، وغير تاريخ مولده معمرًا نفسه لسنتين أصغر من عمرهِ الحقيقي، وعمل تغييرًا جذريًا لحياته في شرق ألمانيا. بحلول العام 1963، حلت أزمة مالية على الحانة، وعلى أثرها انطلق كواجو في عمله بوصفه مُزورًا، يعمل على تزوير 27 مارك ألماني يساوي وجبة غداء في مطعم للموظفين؛  أُلقي القبض عليه وحُكِمَ لخمسة أيام في السجن. في أثناء إطلاق سراحه، شكل مع زوجتهِ شركة ليبلانغ للتنظيف (Leiblang Cleaning Company)، رغم ربحهم القليل. في مارس من عام 1968، في أثناء تدقيق روتيني لمسكن كوجاو، علمت الشرطة بأمر هويته المستعارة، وفي الحال سلِّم إلى سجن شتوتغارد شتامهايم (بالألمانية: Stuttgard Stammheim).
في عام 1970، زار كوجاو عائلته الساكنة في شرق ألمانيا، وعلم بأن السكان المحلييون يقتنون المخلفات التذكارية للنازيين، منافية للقوانين التي فرضتها الحكومة الشيوعية. اغتنم الفرصة لشراء المقتنيات بسعر رخيص في السوق السوداء ليجني مالًا كثيرًا في الغرب، في حين أن الزيادة لرفع أسعار المخلّفات التذكارية الحاصلة بين جامعي شتوتغارد كانت عشرة أضعاف ما سيدفعه. إضافةً إلى ذلك، كانت التجارة غير قانونية في شرق ألمانيا، وحُظِرَ التصدير لكل ما كان يعد من الممتلكات التراثية. إذ كانت الأسلحة من بين ما جرى تهريبه إلى شرق ألمانيا.